# Lago Rara
El lago Rara es el mayor lago de Nepal, con una superficie de 10 km² y un volumen de 1 km³. Se encuentra ubicado en el distrito de Mugu, en el Comité de Desarrollo Rural de Rara, dentro del parque nacional de Rara.